# Ps (UNIX)
A la majoria de sistemes operatius similars a UNIX, la comanda ps permet visualitzar els processos que s'estan executant. L'ordre ps permet doncs accedir a les dades que el sistema operatiu disposa sobre els processos en execució. Aquestes dades es guarden al bloc de control de procés i per tant, les dades a les que podrem accedir seran les mateixes que emmagatzema aquesta estructura de dades (identificador de procés o PID, estat del procés, estadístiques del procés, recursos utilitzats, etc.)

## Implementacions
Hi ha diferents implementacions de la comanda ps, les quals difereixen sobretot en la forma d'utilitzar les opcions. Podem destacar 3 versions principals:
1. Opcions UNIX: les opcions han d'estar totes agrupades i han d'estar precedides per un guió (-).
2. Opcions BSD: poden estar agrupades i no utilitzen mai el guió (-).
3. Opcions llargues de GNU: van precedides per dos guions (--)

## Paquet de programari
En sistemes GNU/Linux basats en Debian, la comanda ps ve proporcionada pel paquet procps, tal com mostra la següent seqüència de comandes:
```
$ which ps
/bin/ps
$ dpkg -S /bin/ps

procps
: /bin/ps
```

## Exemples
El mode més simple d'utilitzar ps és:
```
 $ ps
 PID TTY TIME CMD
 7431 pts/0 00:00:00 su
 7434 pts/0 00:00:00 bash
 18585 pts/0 00:00:00 ps

```

Que mostra tots els processos que tenen el mateix identificador d'usuari efectiu (EUID) que el de l'usuari que executa la comanda i que tenen associada la mateixa terminal des de la que es convoca la comanda ps. La primera columna mostra l'identificador del procés (de l'anglès Process Identifier PID), la terminal associada al procés (columna TTY), el temps acumulat d'ús de CPU (columna TIME) i finalment la comanda que ha generat el procés.
Sovint es combina l'ús de la comanda ps amb la comanda grep:
```
tux ~ # ps -A | grep firefox-bin
11778 ? 02:40:08 firefox-bin
11779 ? 00:00:00 firefox-bin

```